# 형식의미론
형식의미론(formal semantics)은 논리학에서 일반적으로 논리적 귀결에 대한 이론 이전 개념을 포착하려고 노력하는 형식 언어 및 자연어(의 이상화)의 의미론 또는 해석에 대한 연구이다.

## 개요
논증에서 우리가 만날 수 있는 다양한 문장의 진리 조건은 그 의미에 따라 달라지므로 논리학자는 이러한 문장의 의미를 처리할 필요성을 완전히 피할 수 없다. 논리의 의미론은 논리학자들이 관심 있는 의미의 부분을 이해하고 결정하기 위해 도입한 접근 방식을 의미한다. 논리학자는 전통적으로 발언된 문장에 관심이 없고 논리적 조작에 적합한 이상화된 문장인 명제에 관심이 있다.
현대 논리학이 출현할 때까지 아리스토텔레스의 『오르가논(Organon)』, 특히 해석학(De Interpretatione)은 논리학의 중요성을 이해하는 기초를 제공했다.